# Jhon Cifuente
Jhon Jairo Cifuente Vergara (ur. 23 lipca 1992 w Esmeraldas) – ekwadorski piłkarz występujący na pozycji napastnika, reprezentant Ekwadoru, od 2025 roku zawodnik El Nacional.

## Kariera klubowa
Cifuente jako nastolatek terminował w akademiach juniorskich klubów z najwyższej klasy rozgrywkowej – najpierw CD Olmedo, a później wyżej notowanego, stołecznego Deportivo Quito. Profesjonalną karierę rozpoczynał jednak w wieku dziewiętnastu lat w trzecioligowej ekipie Juventud Minera z miasta Echeandía. Tam od razu został wyróżniającym się graczem ekipy i dał się poznać jako jeden z bardziej bramkostrzelnych zawodników młodego pokolenia. Bezskutecznie walczył z Juventudem o awans na zaplecze najwyższej klasy rozgrywkowej, lecz sam w sezonie 2014 zdobył tytuł króla strzelców trzeciej ligi ekwadorskiej (zdobył wówczas dwadzieścia osiem bramek w zaledwie siedemnastu meczach). Bezpośrednio po tym sukcesie przeszedł do drugoligowego CSD Macará z miasta Ambato, którego barwy reprezentował przez kolejne półtora roku, niezmiennie jako najlepszy strzelec drużyny.
W lipcu 2016 Cifuente został graczem występującego w pierwszej lidze stołecznego zespołu CD Universidad Católica. W ekwadorskiej Serie A zadebiutował 5 sierpnia 2016 w wygranym 1:0 spotkaniu z Emelekiem, zaś premierowe gole strzelił 15 października tego samego roku w wygranej 6:1 konfrontacji z Mushuc Runa, kiedy to aż czterokrotnie wpisał się na listę strzelców. Szybko został podstawowym graczem Universidadu i czołowym strzelcem rozgrywek.

## Kariera reprezentacyjna
W seniorskiej reprezentacji Ekwadoru Cifuente zadebiutował za kadencji selekcjonera Gustavo Quinterosa, 8 czerwca 2017 w zremisowanym 1:1 meczu towarzyskim z Wenezuelą. Już pięć dni później w wygranym 3:0 sparingu z Salwadorem zdobył swoją pierwszą bramkę w kadrze.